# Guanto dell'incoronazione

Guanto indossato durante l'incoronazione di Giorgio VI

Il guanto dell'incoronazione (in inglese: coronation glove) è un singolo guanto bianco indossato sulla mano destra dal monarca britannico durante parte della sua incoronazione. Viene indossato dopo essere stato investito dell'anello del sovrano e rimane in posizione durante la cerimonia dell'incoronazione. Il guanto viene rimosso prima di rendere omaggio ai vescovi e ai pari del regno. Presentare il guanto al monarca era un diritto associato al maniero di Worksop e in passato i guanti sono stati ricamati con lo stemma del proprietario di quel maniero. Nel 1953 la Corte dei reclami ha stabilito che Henry Pelham-Clinton-Hope, IX duca di Newcastle-under-Lyne, aveva perso il diritto trasferendo il maniero a una società a responsabilità limitata. All'incoronazione del 1953 il guanto, ora ricamato con la cifra reale, è stato presentato al monarca dal Cancelliere del Ducato di Lancaster.

## Utilizzo
Il guanto fa parte della cerimonia di incoronazione sin da quella di Riccardo II nel 1377. Un singolo guanto bianco è indossato solo sulla mano destra. Viene presentato e indossato dopo che il monarca indossa l'anello del sovrano, che simboleggia un impegno simile a quello del matrimonio verso il regno. La mano guantata tiene lo scettro con la croce durante l'incoronazione. Il guanto rimane al suo posto mentre il monarca si sposta sul trono, per ricevere l'omaggio dei vescovi e dei pari del regno. Il guanto viene rimosso prima che venga reso il primo omaggio, quello dell'arcivescovo di Canterbury. Il sacerdote e storico Thomas Fuller, scrivendo nel 1655, affermò che il colore bianco del guanto è un simbolo di purezza e integrità e intendeva ricordare le virtù del re anglosassone Edoardo il Confessore.

## Elisabetta I
Il guanto indossato da Elisabetta I alla sua incoronazione del 1559 è sopravvissuto ed è stato esposto al Museo della moda di Bath, nel Somerset. Il guanto è bianco con ricami dorati e frange dorate sulla manica. In comune con altri guanti di questo periodo, il guanto dell'incoronazione di Elisabetta I ha cuciture evidenti dove si uniscono le dita, che continuano lungo il dorso della mano in quella che potrebbe essere l'ispirazione per il moderno dettaglio della fourchette sul dorso dei guanti.

## Vittoria
Il guanto indossato dalla regina Vittoria alla sua incoronazione del 1838 era fatto di pelle di capretto e aveva la forma di un guanto lungo 35 centimetri (14 pollici). Sulla parte del guanto che copriva il dorso della mano, erano ricamate le armi della famiglia Howard in seta rossa e blu con dettagli in oro. Il capo della famiglia Howard, il Duca di Norfolk, deteneva il maniero di Worksop che rivendicava l'antico diritto di presentare il guanto dell'incoronazione al monarca (questa pratica risale almeno all'incoronazione di Giacomo II e VII e di Maria). Il Duca di Norfolk detiene anche la carica ereditaria di Conte Maresciallo, tra i cui doveri c'è quello di organizzare l'incoronazione. I guanti raffigurano, dietro le armi, i bastoni associati alla carica di conte maresciallo. Le armi sono circondate da lettere che compongono "Honi soit qui mal y pense", il motto dell'Ordine della Giarrettiera. La manica del guanto è decorata con ricami dorati, bordati di raso di seta viola e un fiocco dorato. Una replica del guanto, realizzata nel 1870, è nella collezione del Glove Collection Trust, un ente di beneficenza associato alla Worshipful Company of Glovers ed è in prestito a lungo termine al Museo della moda. Il produttore del guanto non è noto.

## Edoardo VII

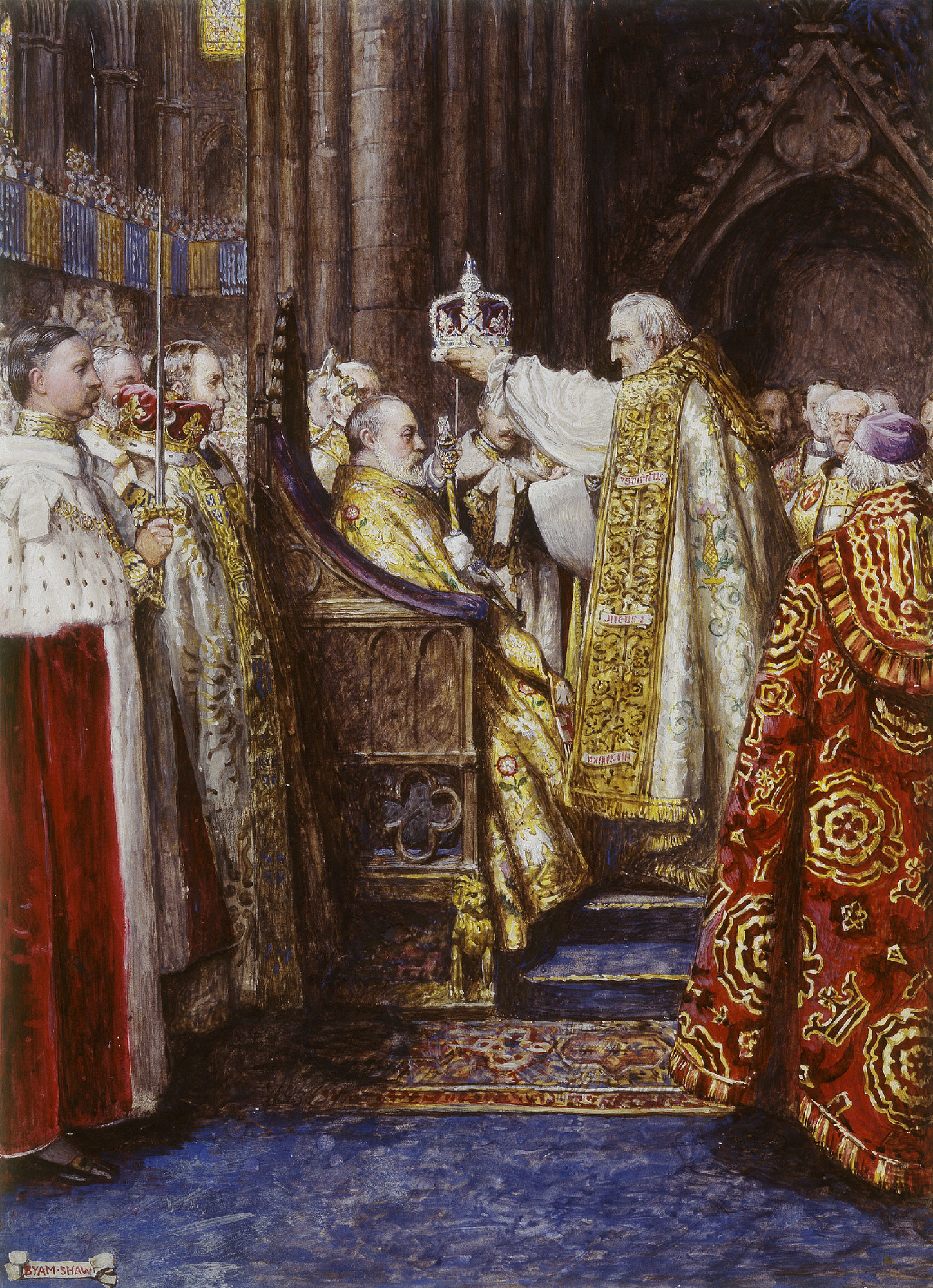
L'incoronazione di Edoardo VII, il guanto può essere visto sulla sua mano destra

Il guanto indossato da Edoardo VII per la sua incoronazione del 1902 era di nuovo in pelle di capretto bianca e misurava 36,5 centimetri (14,4 pollici) di lunghezza. Il dorso del guanto ora mostrava le armi del Duca di Newcastle che aveva acquistato il maniero di Worksop poco dopo l'incoronazione di Vittoria. Il ricamo, in sete rosse, bianche e blu e filo di metallo dorato, raffigurava anche una corona. La manica del guanto aveva un disegno di acanto, viticci e gigli ricamati in filo d'oro. Un duplicato, realizzato dalla ditta Messrs Harborow, è detenuto dal Glove Collection Trust.

## Giorgio V
Il guanto indossato da Giorgio V alla sua incoronazione del 1911 era di nuovo in pelle di capretto bianca e misurava 36,5 centimetri (14,4 pollici) di lunghezza. Il retro mostra di nuovo le armi del Duca di Newcastle e una corona ricamata in seta rossa, bianca e blu e filo di metallo dorato. La manica è decorata con rose, trifogli, cardi e ghiande ricamati in filo dorato. Un duplicato è detenuto dal Glove Collection Trust, realizzato di nuovo dai signori Harborow.

## Giorgio VI
Il guanto indossato da Giorgio VI alla sua incoronazione del 1937 era ancora una volta fatto di pelle di capretto bianca e misura 39 centimetri (15 pollici) di lunghezza. Simile al guanto di Giorgio V, il dorso presentava le armi del Duca di Newcastle e una corona ricamata in seta rossa, bianca e blu e filo di metallo dorato. La manica era di nuovo decorata con rose, trifogli, cardi e ghiande ricamati con filo dorato. Un duplicato è conservato dal Glove Collection Trust. Il guanto è stato realizzato da Dents con il ricamo di Edward Stillwell and Company.

## Elisabetta II
Per l'incoronazione del 1953, Henry Pelham-Clinton-Hope, IX duca di Newcastle-under-Lyne, presentò una petizione alla Corte dei reclami per il tradizionale diritto del maniero di Worksop di presentare il guanto dell'incoronazione. La richiesta fu respinta poiché il duca aveva inserito le sue proprietà in una società a responsabilità limitata e la corte stabilì che per quell'incoronazione non si dovesse concedere alcun diritto alle società a responsabilità limitata. Il guanto fu invece fornito dalla Worshipful Company of Glovers e presentato alla regina Elisabetta II il giorno dell'incoronazione da Frederick Marquis, Barone Woolton, il Cancelliere del Ducato di Lancaster.
Il guanto fu realizzato da Dents e ancora una volta era di pelle di capretto bianca, proveniente da Pittards, e misurava 34 centimetri (13 pollici) di lunghezza. Il ricamo sul dorso del guanto non presentava alcuno stemma, solo la cifra reale di Elisabetta e una corona in oro e velluto rosso. La manica era decorata con rose, ghiande e trifogli ricamati in filo d'oro, strisce di metallo e paillettes. Furono realizzati due guanti in caso di incidente, con Dents che conservò quello di ricambio che fu indossato anche da Elisabetta per controllare la taglia. L'originale è nella collezione del Glove Collection Trust e in prestito a lungo termine al Museo della moda.

## Carlo III
Per la sua incoronazione, Carlo III utilizzò il guanto realizzato per suo nonno Giorgio VI. Lord Singh di Wimbledon rappresentò la fede Sikh e presentò il guanto dell'incoronazione.